# Ostalgie

Bandera y contorno de la antigua República Democrática Alemana

Ostalgie es un término alemán usado para referirse a la nostalgia de la vida en tiempos de la antigua República Democrática Alemana (Alemania Oriental). Es un acrónimo de las palabras Ost (Este) y Nostalgie (nostalgia).
Tras la caída del Muro de Berlín en 1989 y la Reunificación alemana al año siguiente, la mayor parte de los recuerdos de la etapa socialista fueron eliminados, al tiempo que los ciudadanos de la República Democrática Alemana (RDA) se integraban en el sistema económico y cultural occidental. Al principio, las marcas de productos de la RDA desaparecieron de las tiendas para ser sustituidas por marcas occidentales, independientemente de la calidad de unas y otras. Sin embargo, según pasaba el tiempo, algunos alemanes del este comenzaron a sentir nostalgia de ciertos aspectos de sus vidas durante la época socialista que ya no existían bajo el capitalismo. En concreto, la Ostalgie se refiere a la nostalgia de aspectos de la cultura y el día a día de la RDA que desaparecieron tras la Reunificación.
No obstante, muchos alemanes desde ambos lados de la frontera niegan la existencia de estas divisiones culturales. Mientras, muchos negocios en Alemania han advertido el potencial de este movimiento y han comenzado a comercializar productos que recuerdan al antiguo régimen o que imitan a los entonces existentes. Por ejemplo, es posible adquirir en la actualidad alimentos de marcas de la RDA que habían desaparecido, obtener videos y DVD de programas de la televisión pública socialista y comprar coches de las marcas Wartburg y Trabant. Además, el tema fue tratado años después en numerosas películas, como Sonnenallee (1999), de Leander Haußmann; la exitosa Good Bye, Lenin! (2003), de Wolfgang Becker; y Kleinruppin forever (2004), de Carsten Fiebeler.
El término Ostalgie (junto a soviet chic) se ha usado en ocasiones para referirse a la nostalgia de otros sistemas socialistas de otros países de Europa del Este, sobre todo Polonia y la extinta URSS.

## Origen

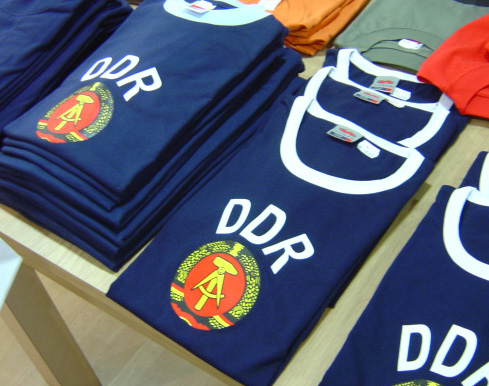
Venta de camisetas de la RDA en Berlín en 2004.

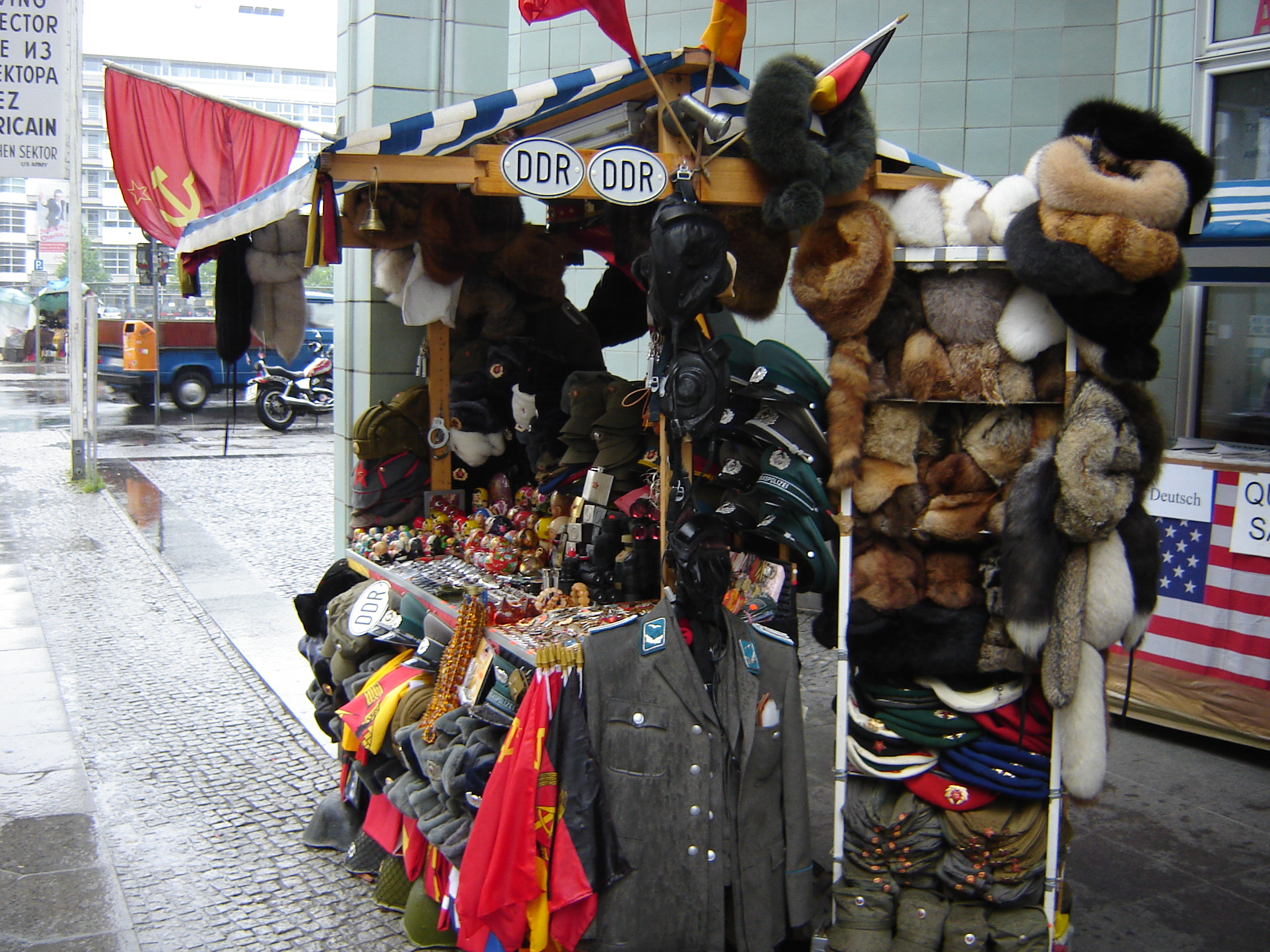
Recuerdos de la RDA de venta en Berlín en 2006.

El progresivo asentamiento de las condiciones de vida de la RFA hacia la RDA fue una de las prioridades de la reunificación alemana; estableciéndose así la identidad social germano occidental como un grupo de referencia al que los ciudadanos de la RDA debían asimilarse. Sin embargo, los alemanes orientales se reconocen como «ciudadanos de segunda clase» debido al desempleo que afectaba al este de Alemania, la inferioridad de los salarios respecto al oeste de Alemania, el menosprecio de los logros del Estado germano oriental en materia de seguridad social, educación y deportes y que el proceso de reunificación velaba por los intereses de la economía y del bienestar de los estados federados occidentales. Ello generó que los alemanes orientales enfatizaran su propia identidad nacional frente a los alemanes occidentales, en vez de adaptarse como ciudadanos alemanes «degradados» en la Alemania unificada.
La valoración propia de los alemanes orientales dentro de su nueva identidad nacional (en este caso, la alemana) se vio amenazada al pertenecer a una nueva identidad, al comparar las características de la sociedad germano occidental con respecto a la oriental. A grandes rasgos, la sociedad germano occidental era individualista, lo cual implicaba que la pertenencia a algún grupo o varios de la misma no garantizaba los bienes materiales y la estabilidad emocional del individuo y además, se primaba la consecución de las acciones que aseguraran la superación personal frente a la colectiva. En cambio, en la sociedad germano oriental prevalecía la importancia de pertenecer a un colectivo (como la familia, compañeros de trabajo, entre otros); la superación personal del individuo iba estrechamente ligada al progreso de los grupo a los cuales perteneciera.
La primera impresión surgida tras el reencuentro entre alemanes occidentales y orientales, degeneró en malentendidos debidos a los estereotipos que tenían los unos sobre los otros. La sociedad germano occidental calificaba a los orientales como lentos, quejumbrosos y pasivos, sin tomar en cuenta que estos no estaban acostumbrados a un sistema democrático y a un entorno laboral competitivo, en el cual se primaba el rendimiento de cada trabajador y la productividad y competitividad de la empresa, en detrimento del reconocimiento de los méritos colectivos de los trabajadores. Por otra parte, los alemanes orientales opinaban que sus compatriotas occidentales eran egoístas, superficiales, prepotentes, sabihondos e incapaces de comprender las dificultades que les suponía adaptarse a un nuevo estilo de vida y a una nueva identidad nacional.
Hacia la década de 1990, los alemanes orientales se han manifestado nostálgicos por el estilo de vida en la RDA, derivando en un sentimiento colectivo marginal conocido como Ostalgie. Específicamente, los alemanes orientales valoraban positivamente la gestión del Estado germano oriental con respecto a la igualdad de género, la seguridad social, la preservación de la seguridad ciudadana y el orden público y en menor medida, la asistencia sanitaria y el sistema educativo en la RDA. Este comportamiento se atribuye a la escasa identificación con los valores implantados por Alemania Occidental; y en menor medida, por el desempleo, la disminución del desarrollo económico en los estados federados del este de Alemania y las falsas expectativas sobre la implantación de un estado de bienestar similar al de la antigua RFA. Sin embargo, también es vinculante a la poca identificación que existe entre un amplio sector de los alemanes orientales con respecto a la sociedad germano occidental.
La Vita-Cola, una "Coca-Cola" de la RDA, es un ejemplo de producto revivido recientemente. Ampelmännchen es una figura de los semáforos de la RDA que hoy día es vendida como recuerdo de viaje.